# Ich will alles. Hildegard Knef
Ich will alles. Hildegard Knef ist ein deutscher Dokumentarfilm der Regisseurin Luzia Schmid aus dem Jahr 2025. Der Film ist die filmische Biografie des internationalen Stars Hildegard Knef mit Archivmaterial aus sechs Jahrzehnten. Der deutsche Kinostart war am 3. April 2025.

## Handlung
Beginnend in der Zeit um das Ende des Zweiten Weltkriegs, verwendet der Film selten gezeigtes Archivmaterial. Ergänzt durch zahlreiche historische Interviews und „Behind the Scenes“-Sequenzen ergibt sich ein umfassendes Bild der komplexen Person Hildegard Knef. Meinungsstark und umstritten, feierte sie als Schauspielerin, Sängerin und Autorin internationale Erfolge, scheiterte und erfand sich immer wieder neu, um ins Rampenlicht zurückzukehren. Beiträge ihrer Tochter Christina Palastanga, die reflektiert über ihre Mutter spricht, und ihres letzten Lebensgefährten, Paul von Schell, verleihen der filmischen Biografie, die über sechzig Jahre umfasst, aktuelle Bezüge. Nina Kunzendorf spricht die autobiografischen Sequenzen aus Hildegard Knefs Texten ein.
Hildegard Knefs Lebensweg spiegelt die moralische und kulturelle Lage der traumatisierten Bundesrepublik wider. Ihr kurzer Nacktauftritt im Spielfilm Die Sünderin von Willi Forst aus dem Jahr 1951 löste einen großen Skandal aus. Im Film erinnert Knef daran, dass diese Empörung über ihre Nacktheit in einer Zeit geschah, als „ein Land, das den Nationalsozialismus zuließ“, die Gräuel der Vernichtungslager noch nicht verarbeitet hatte.

## Rezeption
Im Stadtmagazin Doppelpunkt Nürnberg zieht der Filmjournalist Dieter Oßwald die Bilanz: „Die klug montierte und unterhaltsame Doku ist Biopic und gelungenes Zeitgeist-Gemälde zugleich. Ein cineastisches Denkmal, das der Diva gefallen hätte!“

## Festivalteilnahmen
- Internationale Filmfestspiele Berlin 2025 – Sektion Panorama